# Городенский стан
Городенский (Городской) стан — историческая административно-территориальная единица Медынского уезда.  Упомянут в конце XVI века.
В настоящее время территория стана относится к Медынскому району Калужской области.

## Упоминания
В 1586-1587 годах в Городенском стане  у князя и полководца Дмитрия Ивановича Хворостинина было поместье село, 2 сельца с 20 деревнями, 2 починками и 2 пустошами (полсохи).
Его сын князь Юрий Дмитриевич Хворостинин, рославльский воевода и начальник Пушкарского приказа, в 1610 г. получил подтверждение от польского кроля Сигизмунда III на свои вотчины и поместья в  ...  в Медынском уезде села Покровское и Княжегость с деревнями...
Во владении князя Якова Гавриловича Коркординова деревня Немирова.

## Населённые пункты
- Шумово —«Михайловского поместья Дрожжина села Шюмова Данилы Челищева и Андрея Волчкова»[1]
- Рокотино — «Васильевского поместья Гагина пустошь, что был починок Лобанок да пустошь, что была деревня Давыдовская, Рокотино тож Ивана Бухарина»[1]
- Коняево — сельцо Матвея Кушеярова
- Гребенкино — деревня  Матвея Кушеярова
- Малиновское —пустошь, что было село Малиновское, Бокакинского поместья Карачарова, Елизария Радилова[6]
- Михеево